# Iveco Daily
Iveco Daily (укр. Івеко Дейлі) — рамні мікроавтобуси, які компанія Iveco випускає в Європі з 1978 року.

## Перше покоління (1978-1989)

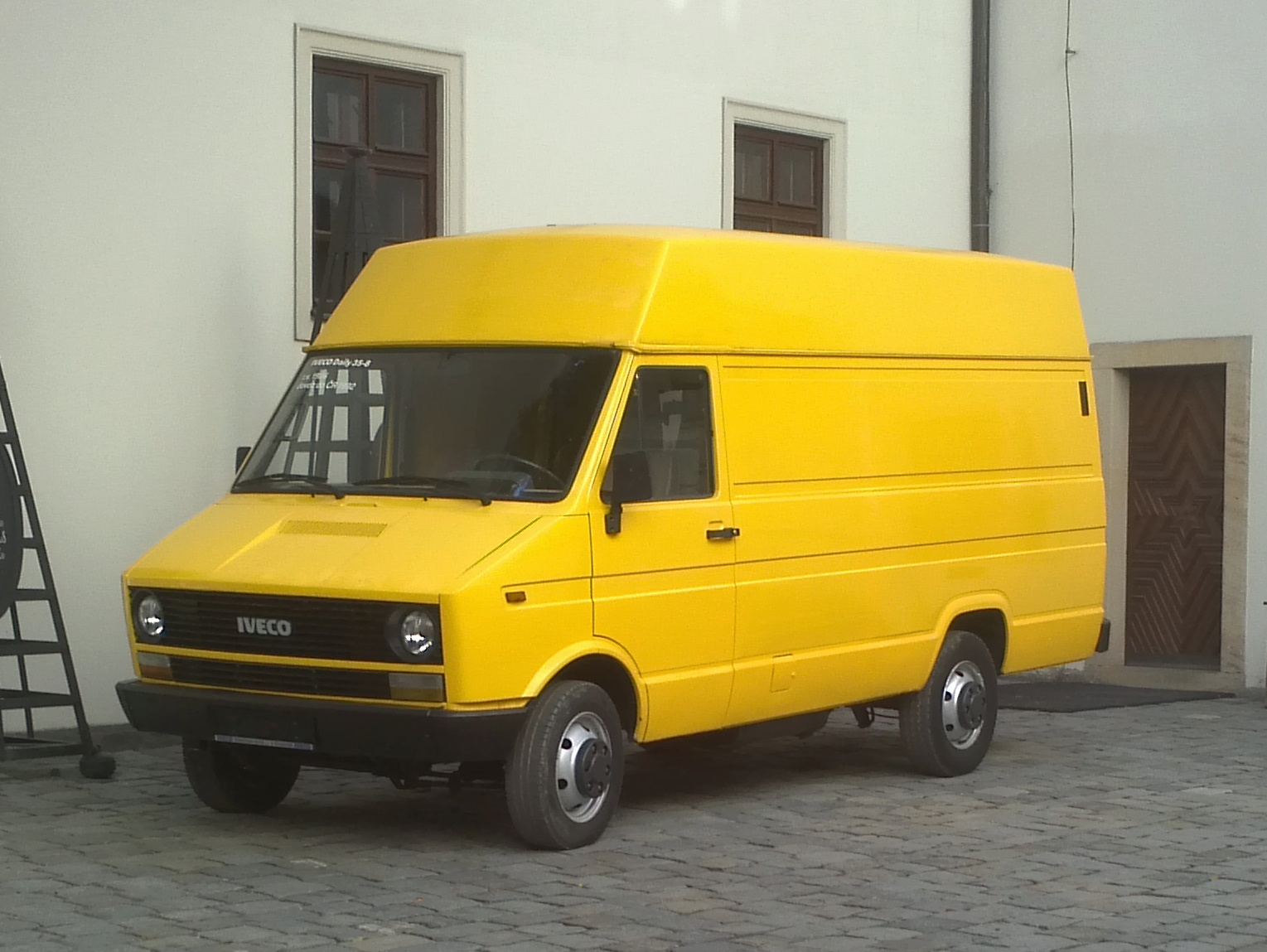
Iveco Daily 1

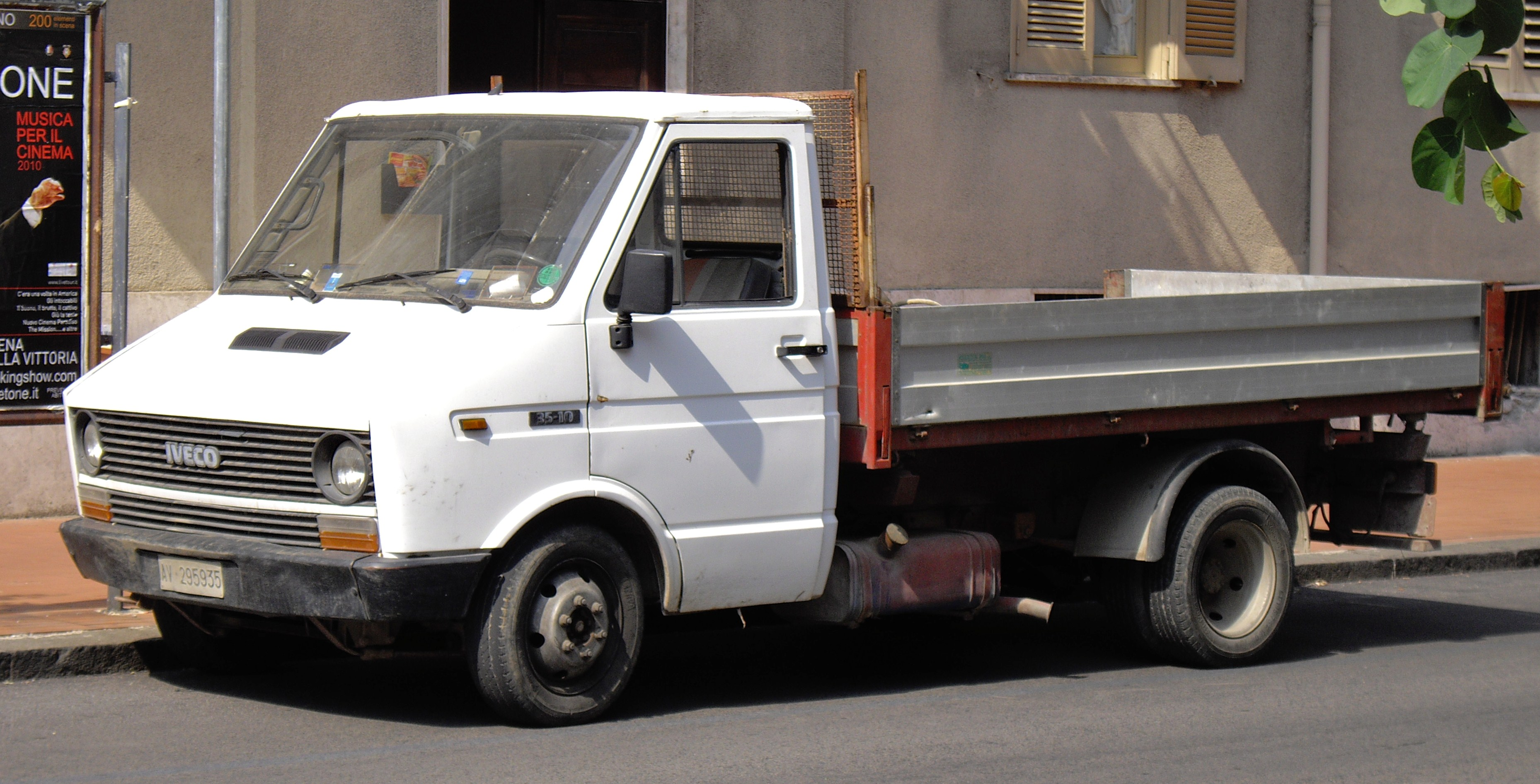
Iveco Daily 1

Після утворення компанії Iveco була почата робота щодо створення трьох нових сімейств моделей об'єднаної компанії. Одним з них був Iveco серії Daily, який почав виробництво в 1978 році. Спочатку він був повною масою від 3,5 до 5,0 тонн (були також менш популярні моделі з масою до 2,8 тони). На відміну від невеликих автомобілів з несучим кузовом, легкі вантажівки Daily мали рамну конструкцію. Це рішення збільшує вагу машини, але пропонує їм більшу жорсткість і міцність.
В 1977 році спільно з Renault була створена компанія під назвою "Societe Franco-Italiana Motori" (SOFIM). Вона почала виготовляти 4-циліндрові дизельні двигуни ZS Sofim об'ємом 2,45 л і потужністю 53 кВт. 
В 1980 році представлений варіант двигуна з турбонагнітачем потужністю 68 кВт, моделі з цим двигуном отримали назву Iveco TurboDaily.
В 1985 році були модернізовані двигуни, шляхом збільшення робочого об'єму двигуна ZS Sofim до 2,5 л і використання безпосереднього вприскування палива в камеру згоряння. В результаті цтого збільшилася потужність і зменшилася витрата палива.
В 1986 році представлений прототип Iveco Daily з електричним приводом.
Середнє виробництво цієї серії становило близько 30 тисяч. одиниць на рік. Продажі моделі охопили близько 20 відсотків ринку Західної Європи посіви перше місце в своєму класі.

### Двигуни
- 2.5 л дизель 72 к.с. при 4200 об/хв, 141 Нм 2400 об/хв
- 2.5 л турбодизель 95 к.с. при 4100 об/хв, 217 Нм 2300 об/хв
- 2.5 л дизель ID 75 к.с. при 4200 об/хв, 160 Нм 2200 об/хв (тільки в Zastava Rival)

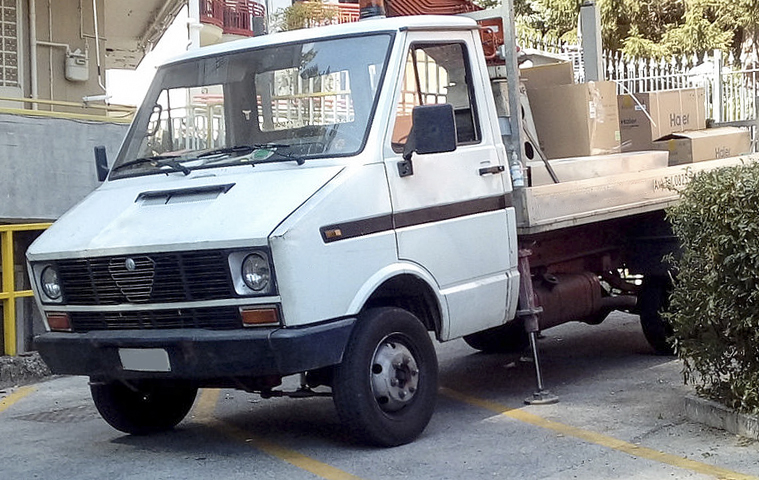
Alfa Romeo AR8
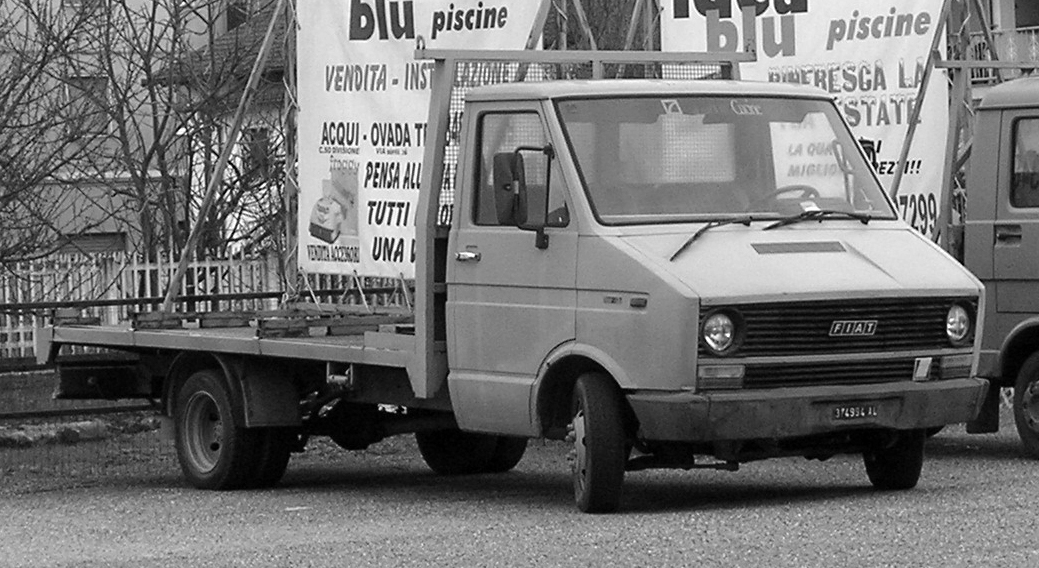
Fiat Daily
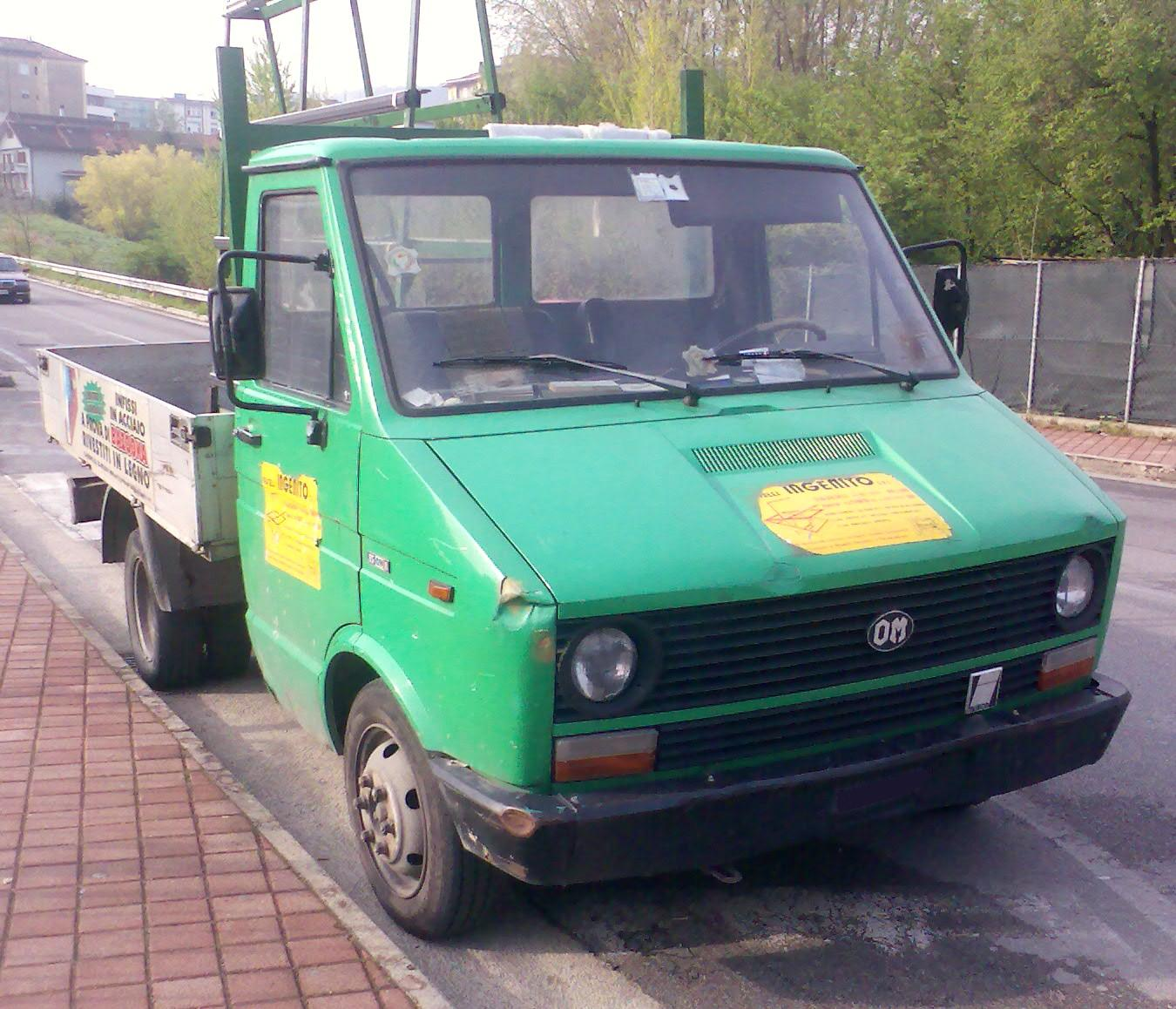
OM Grinta

## Друге покоління (1989-1999)

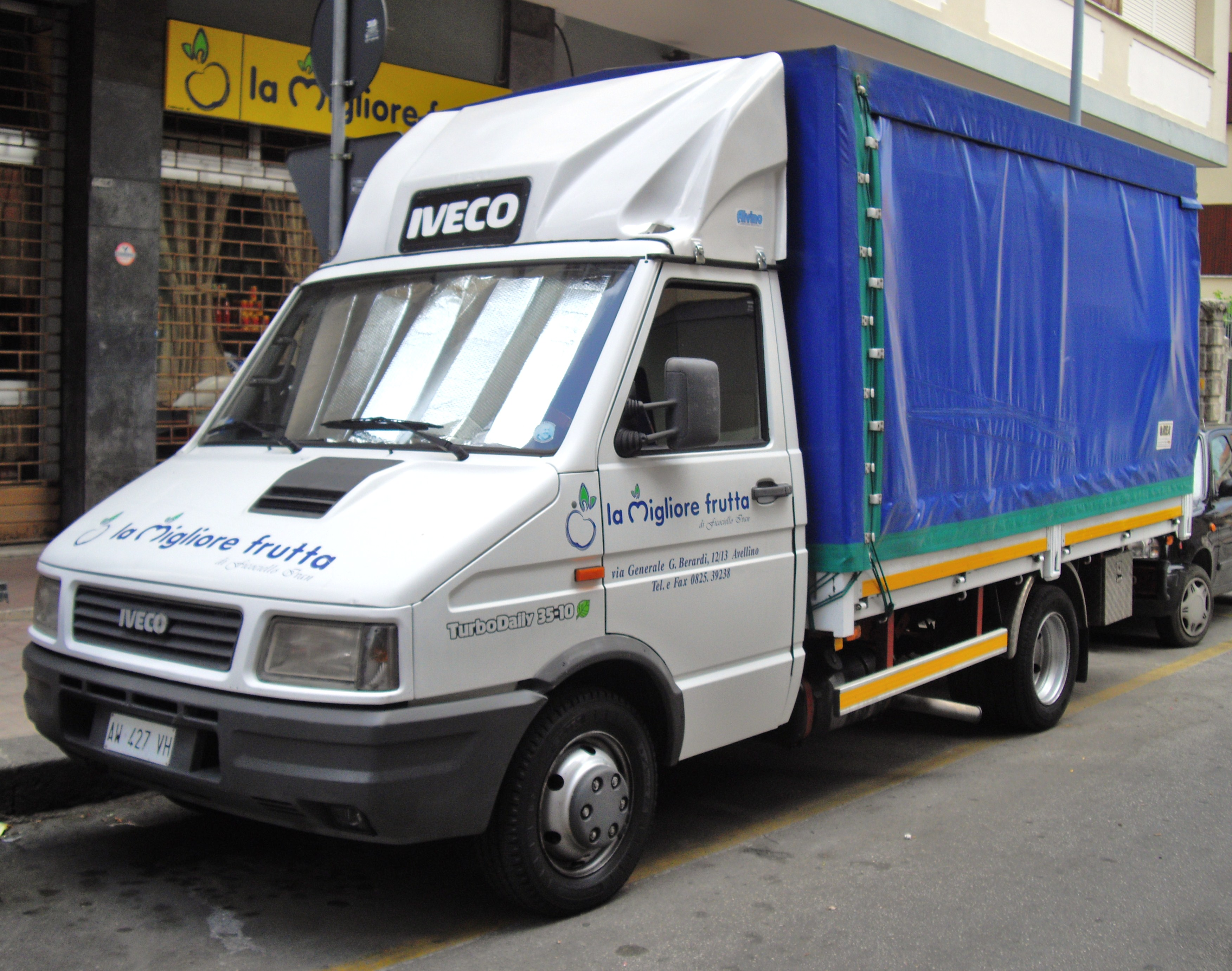
Iveco Daily 2 (1989-1996)

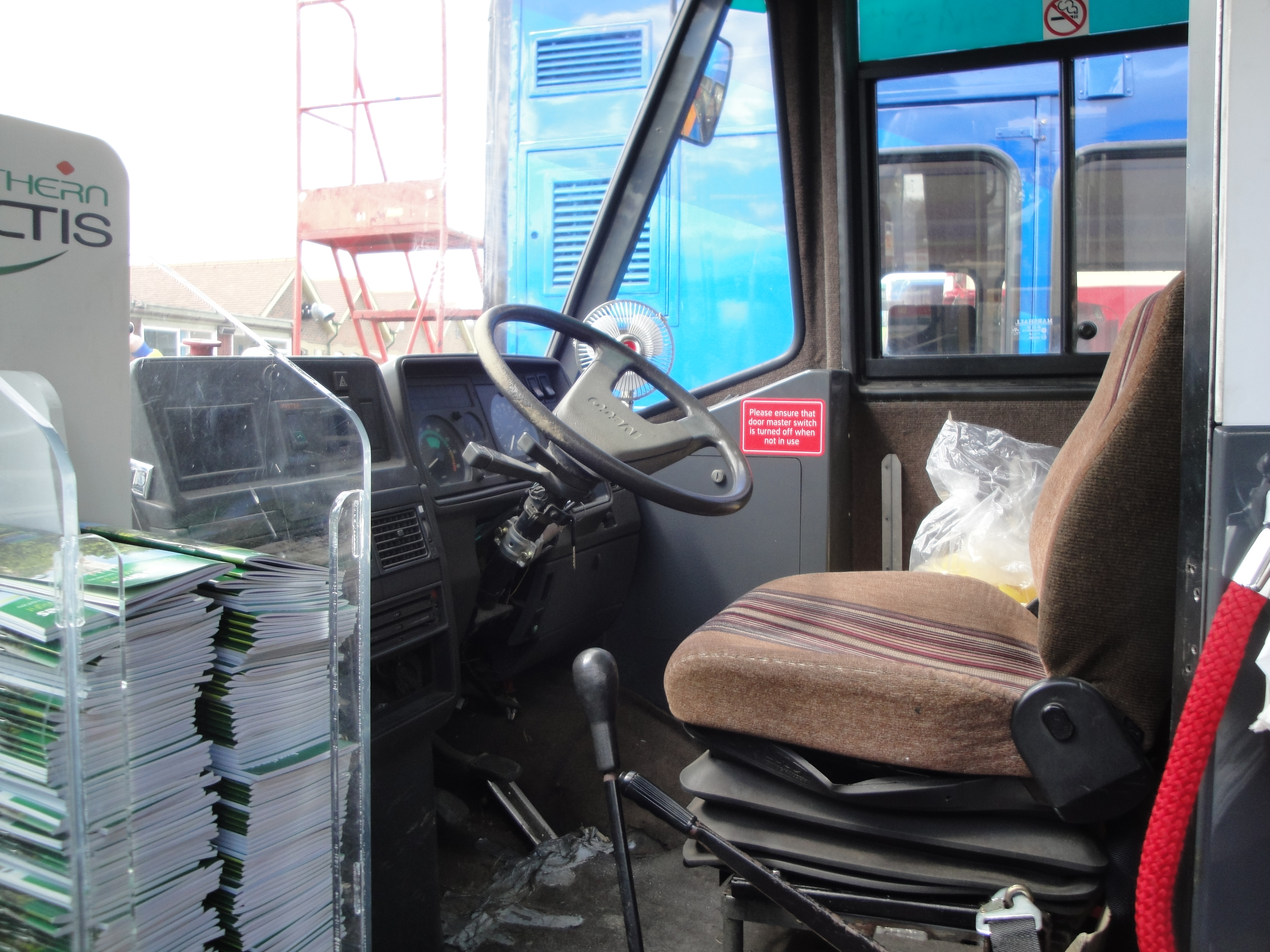

Виробництво другого покоління Iveco Daily почалося 1989 року. З моторної гами зник бензиновий двигун, тепер до неї входили дизельні агрегати Iveco 8140: атмосферний 2,5 літровий, потужністю 75 к.с., і 2,5 літровий двигун, оснащений безпосереднім уприскуванням з двома ступенями форсування і турбіною - 103 і 116 к.с.
У 1996 році був проведений невеликий рестайлінг Daily. В результаті, модель знайшла більш сучасну приладову панель і задні дискові гальма в стандартній комплектації, крім цього, з'явилася можливість установки ABS. Крім того, незначно зросла потужність двигунів Iveco 8140, які отримали об'єм 2,8 л (82, 103 і 122 к.с.), а вихлоп був приведений у відповідність з нормами Євро-2.
Як і свій попередник, Iveco Daily другого покоління збирався в декількох країнах: в Італії, в Іспанії, в Аргентині, в Польщі, в Україні (на спільному підприємстві "ІВЕКО-КрАЗ"), в Сербії (спільне підприємство з Zastava), і в Китаї (на спільному підприємстві "Nanjing Iveco Motor Co.").

### Двигуни
- 2.5 л дизель 75 к.с. при 4200 об/хв
- 2.5 л турбодизель 103 к.с. при 3800 об/хв
- 2.5 л TDI 115 к.с. при 3800 об/хв
- 2.8 л дизель 85 к.с.
- 2.8 л турбодизель 103 к.с. при 3600 об/хв
- 2.8 л TDI 118 к.с. при 3600 об/хв

### Iveco Power Daily (2007-наш час)
Iveco Power Daily - це версія автомобіля Iveco Daily 2. Автомобіль виготовляється в Китаї з 2007 року. Зовні мікроавтобус не схожий ні на Iveco Daily 2, ні на Iveco Daily 3. З 2010 року Power Daily продається в Україні.
В модельний ряд Iveco Power Daily входять мікроавтобуси (вони можуть перевозити, 10, 16, 18 або 19 осіб, не рахуючи водія), шасі і фургони повною масою від 3,6 до 5,0 т. Механічна частина типова для Daily. Це 2,8-літрові дизелі Sofim потужністю від 105 до 125 к.с., 5-ступінчаста механічна КПП, рамне шасі, з передньою торсіонною (незалежною) і задньою ресорною підвіскою . Power Daily поставляється на ринки України, деяких азійських та африканських країн.

#### Двигуни
В моделях Iveco Power Daily використовуються наступні двигуни:
| Двигун          | Циліндри | Об'єм    | Потужність                       | Крутний момент        | Викиди CO2 |
| --------------- | -------- | -------- | -------------------------------- | --------------------- | ---------- |
| Дизельні        |          |          |                                  |                       |            |
| 2,8 ТД          | 4 в ряд  | 2798 см³ | 105 к.с. (74 кВт) при 3600 об/хв | 245 Нм при 1800 об/хв | Євро-2     |
| 2,8 ТД          | 4 в ряд  | 2798 см³ | 116 к.с. (85 кВт) при 3600 об/хв | 269 Нм при 1800 об/хв | Євро-2     |
| 2,8 Common Rail | 4 в ряд  | 2798 см³ | 126 к.с. (93 кВт) при 3600 об/хв | 285 Нм при 1800 об/хв | Євро-3     |

## Третє покоління (1999-2006)

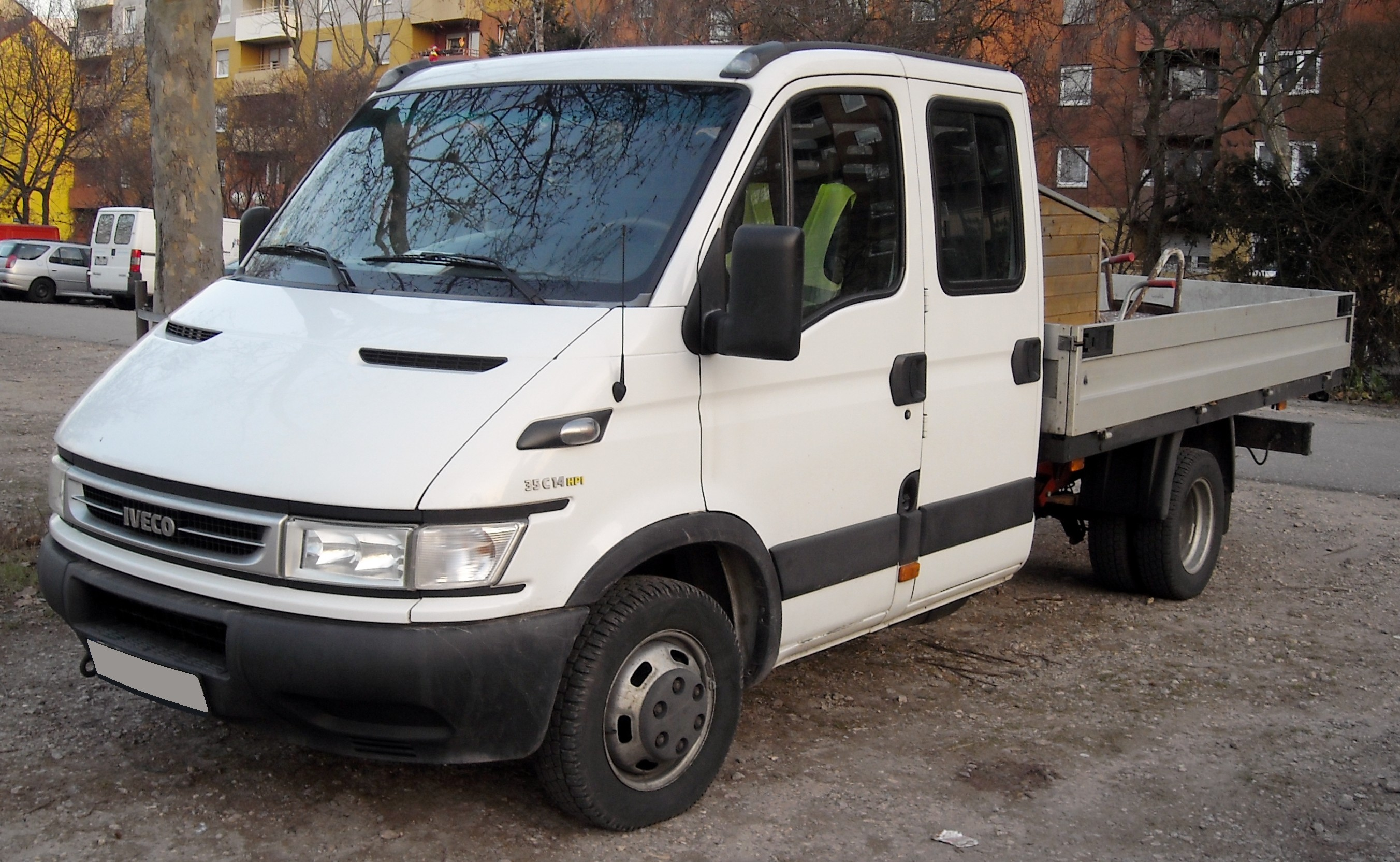
Iveco Daily 3

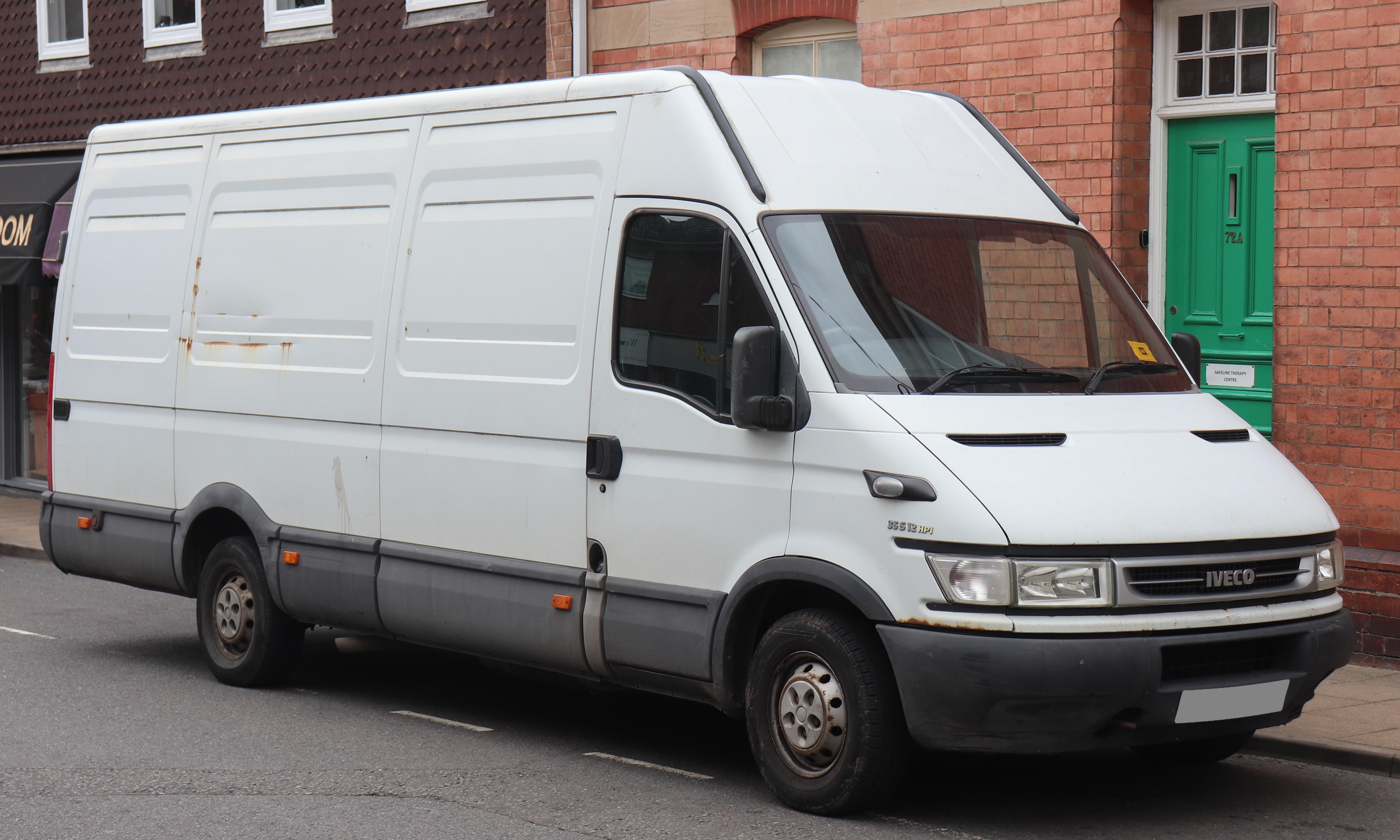
Iveco Daily 3

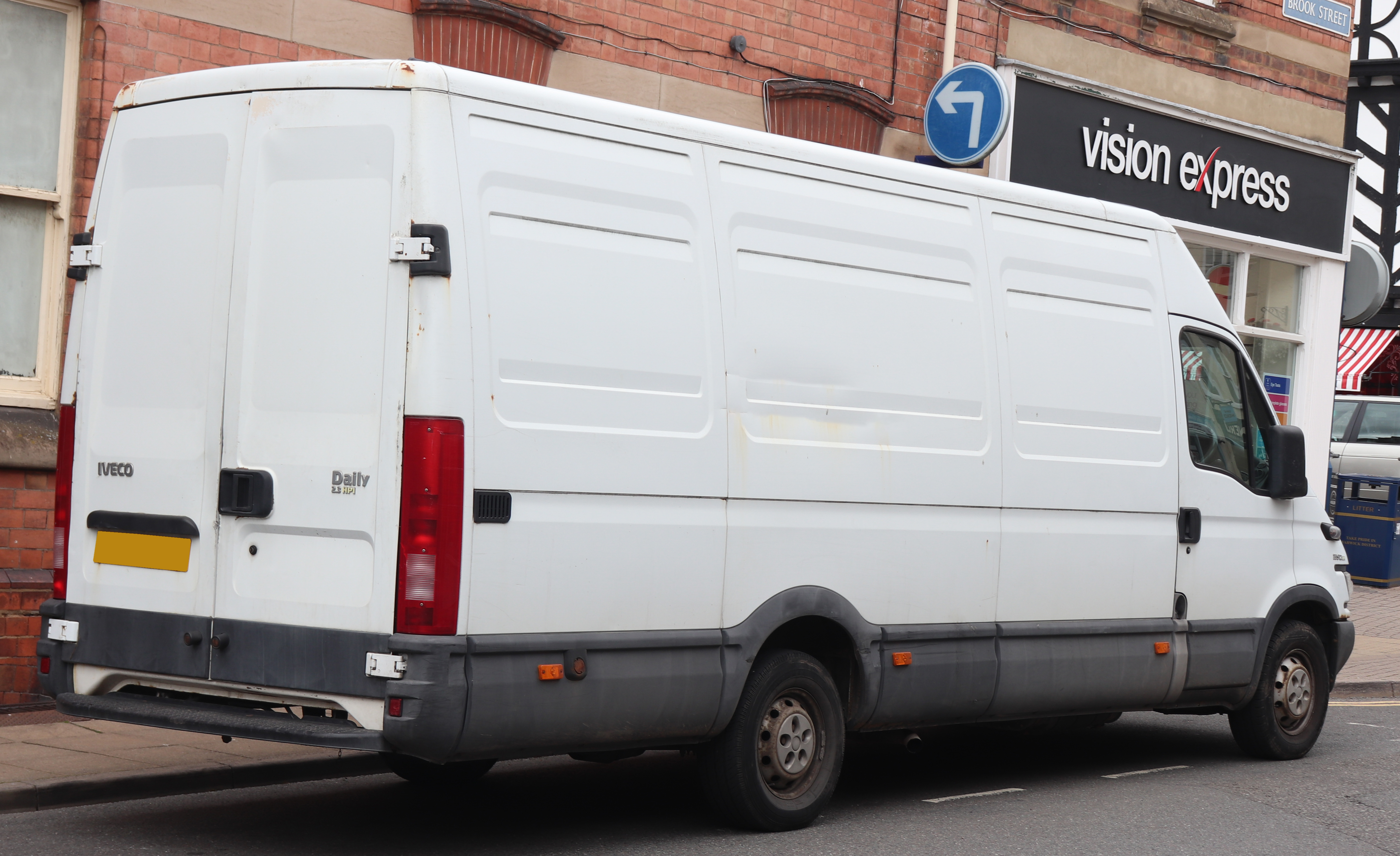

У 1999 році з'явилося третє покоління Daily. У порівнянні з попереднім поколінням, модель отримала більш сучасну округлу кабіну, також оновилися інтер'єр і силова лінія. Вантажопідйомність варіювалася від 2,8 до 6,5 тонн. До моторної гамми входили модернізовані двигуни від старого покоління, потужністю від 90 до 125 к.с. У 2003-2004 році, на зміну цій лінійці прийшло два дизельних двигуна:

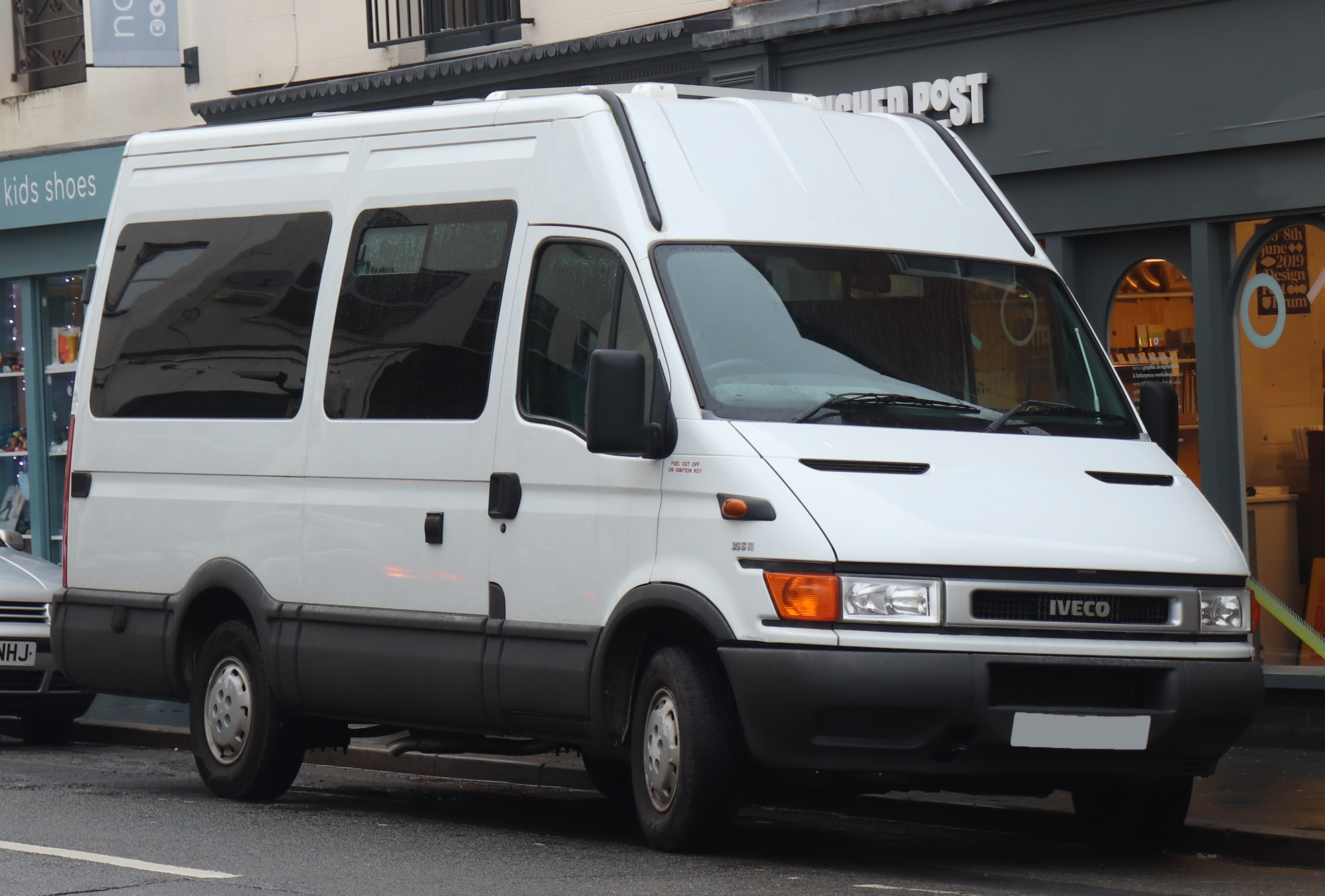

Пожежна машина на базі Iveco Daily третього покоління:
- F1A, об'ємом 2,3 літра, потужністю від 95 до 116 к.с, в залежності від ступеня форсування.
- F1C, об'ємом 3,0 літра, потужністю від 136 до 166 к.с., залежно від ступеня форсування.

Обидва двигуни були оснащені турбонадуввом і системою уприскування Common-Rail. Єдина істотна відмінність полягала в приводі розподільного валу, F1A для цього використовується ремінь ГРМ, а в F1C - ланцюг.
У цілому, випуск третього покоління моделі був досить успішним, так наприклад в 2000 році Daily була присуджена премія «Фургон року в Європі». Також саме Daily став першим автомобілем, де була застосована система Common-Rail. Випуск моделі був налагоджений в Італії, Україні, В'єтнамі, Бразилії та Китаї.

## Четверте покоління (2006-2011)

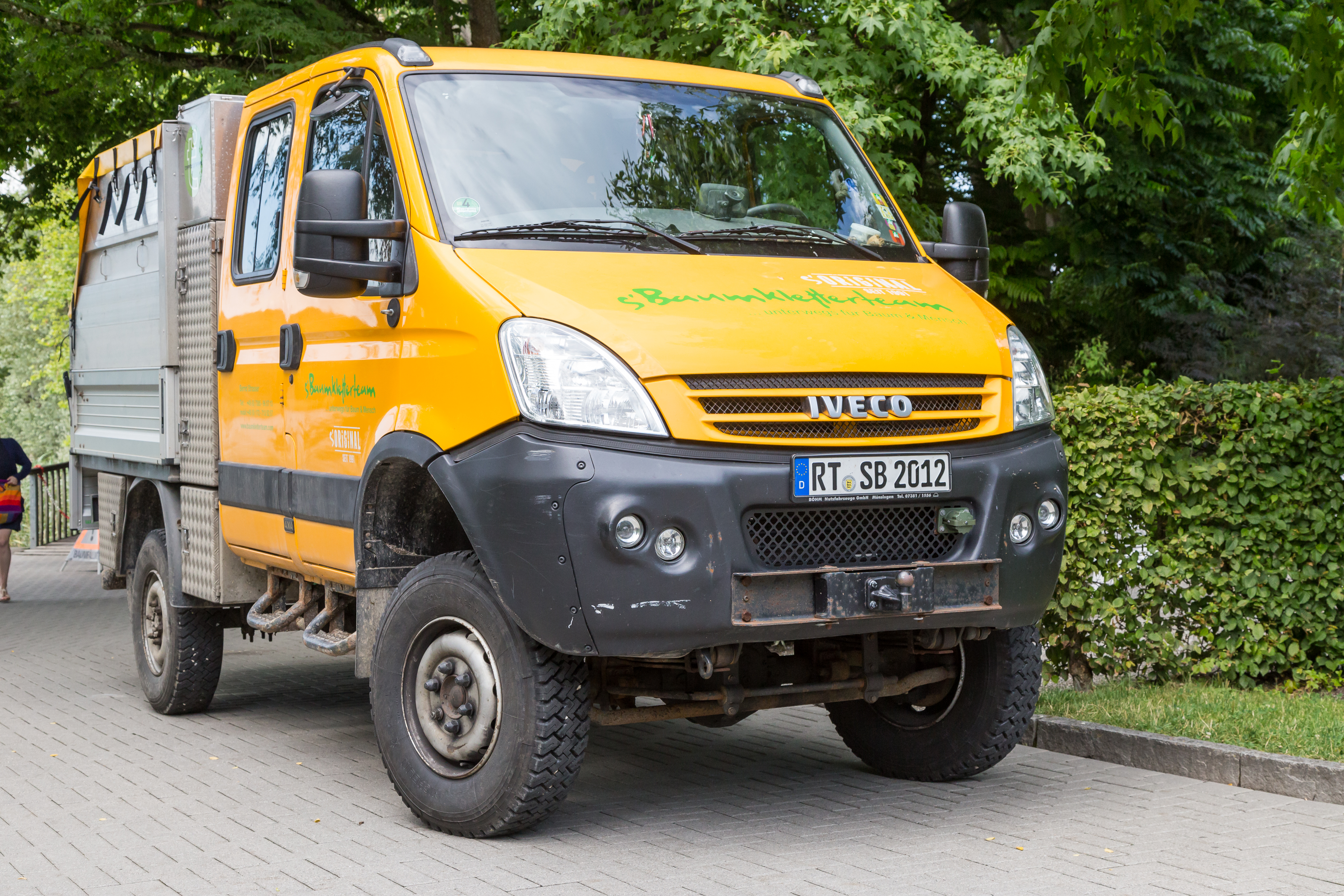
Iveco Daily 4 4x4 (2007-2009)

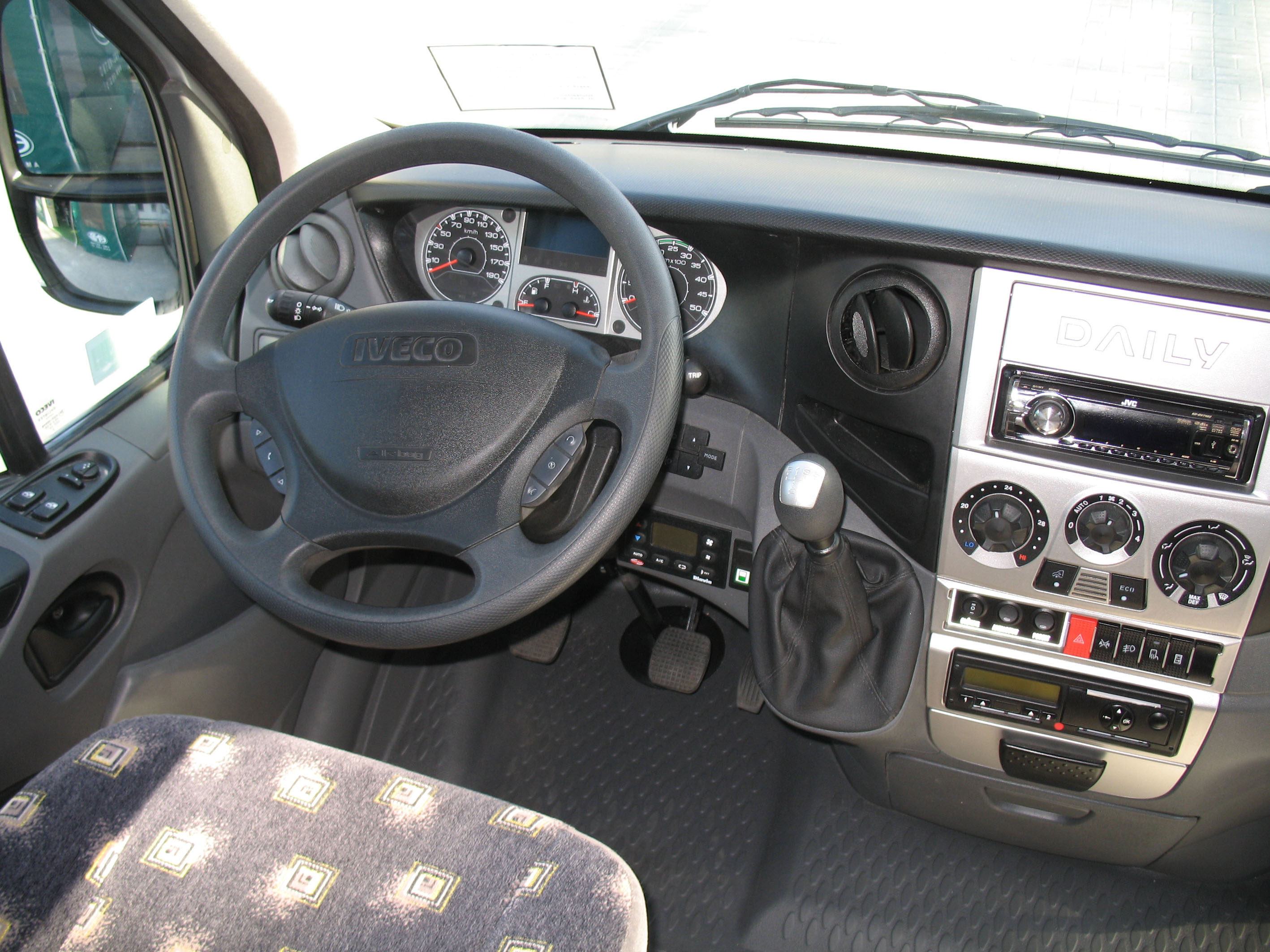

У 2006 році представлено четверте покоління Iveco Daily, яке по суті є глибоким рестайлінгом третього покоління. До основних відмінностей можна віднести новий дизайн, створений у співпраці зі студією Джорджетто Джуджаро, крім того, збільшилася максимальна маса топової версії вантажівки, тепер вона становила 7 тонн. До лінійки двигунів як і раніше входили 2,3 і 3 літровий агрегати, потужністю від 96 до 177 к.с.
У 2007 році з'явилася повнопривідна версія - Iveco Daily 4x4.
Як і в минулому поколінні, Daily випускалася по всьому світу, зокрема, в 2007 році було здійснено запуск виробництва моделі в Росії, на спільному підприємстві Самотлор-НН в Нижньому Новгороді.
У 2009 році модель модернізували, змінивши двигуни, решітку радіатора та оснащення. Модернізована модель отримала назву Iveco EcoDaily.

### Двигуни
В моделях четвертого покоління Iveco Daily використовуються наступні двигуни:
| Двигун    | Циліндри | Об'єм    | Потужність                     | Крутний момент     |
| --------- | -------- | -------- | ------------------------------ | ------------------ |
| Дизельні  |          |          |                                |                    |
| 2,3 л HPI | 4 в ряд  | 2287 см³ | 96 к.с. (70 кВт) при ? об/хв   | ? Нм при ? об/хв   |
| 2,3 л HPI | 4 в ряд  | 2287 см³ | 106 к.с. (78 кВт) при ? об/хв  | 270 Нм при ? об/хв |
| 2,3 л HPI | 4 в ряд  | 2287 см³ | 116 к.с. (85 кВт) при ? об/хв  | ? Нм при ? об/хв   |
| 2,3 л HPI | 4 в ряд  | 2287 см³ | 126 к.с. (93 кВт) при ? об/хв  | 290 Нм при ? об/хв |
| 2,3 л HPT | 4 в ряд  | 2287 см³ | 136 к.с. (100 кВт) при ? об/хв | ? Нм при ? об/хв   |
| 3,0 л HPI | 4 в ряд  | 2998 см³ | 140 к.с. (103 кВт) при ? об/хв | ? Нм при ? об/хв   |
| 3,0 л HPI | 4 в ряд  | 2998 см³ | 146 к.с. (107 кВт) при ? об/хв | 350 Нм при ? об/хв |
| 3,0 л HPT | 4 в ряд  | 2998 см³ | 170 к.с. (125 кВт) при ? об/хв | 400 Нм при ? об/хв |
| 3,0 л HPT | 4 в ряд  | 2998 см³ | 176 к.с. (129 кВт) при ? об/хв | 400 Нм при ? об/хв |
| Газові    |          |          |                                |                    |
| 2,7 л CNG | 4 в ряд  | ? см³    | 106 к.с. (78 кВт) при ? об/хв  | ? Нм при ? об/хв   |
| 3,0 л CNG | 4 в ряд  | 2998 см³ | 136 к.с. (100 кВт) при ? об/хв | ? Нм при ? об/хв   |

## П'яте покоління (2011-2014)

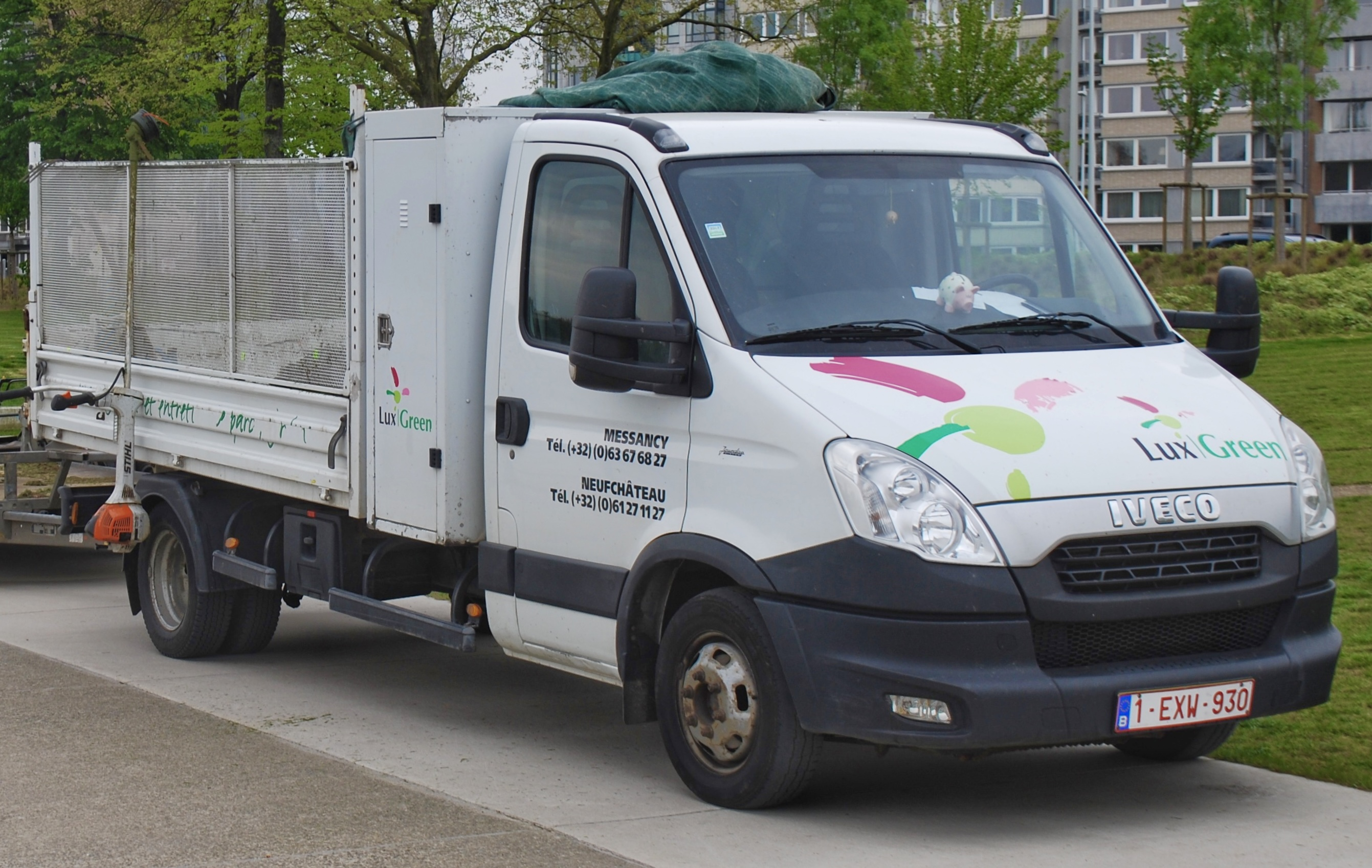
Iveco Daily 70C17

В вересні 2011 року компанія Iveco представила 5 покоління моделі Daily. У цієї машини змінилися ґрати радіатора і передній бампер, з'явилися інші плафони головного світла - з підсвічуванням поворотів. Змінилася і приладова панель у кабіні. Потужність топового 3,0-літрового турбодизеля зросла до 205 к. с. Завдяки подвійному турбонаддуву максимальний крутний момент в 470 Нм досягається в ширшому діапазоні оборотів. До 320 Нм зріс максимальний крутний момент і на 2,3 л турбодизелі з системою вприскування Multijet II .
Всі двигуни сімейства відповідають нормам Євро-5, за допомогою застосування системи EGR, також є версії відповідні більш суворим екологічним нормам EEV. Крім того, оптимізація моторної гами дозволила понизити витрату палива. Розширилося додаткове оснащення, у списку опцій доступні світлодіодні ходові вогні, передні адаптивні протитуманні фари з функцією повороту, система курсової стійкості, клімат-контроль. Істотно розширився функціонал фірмової системи електронної курсової стійкості автомобіля - ESP9.

### Двигуни
В моделях п'ятого покоління Iveco Daily використовуються наступні двигуни:
| Двигун              | Циліндри | Об'єм    | Потужність                     | Крутний момент     | Викиди CO2 |
| ------------------- | -------- | -------- | ------------------------------ | ------------------ | ---------- |
| Дизельні            |          |          |                                |                    |            |
| 2,3 л Multijet II   | 4 в ряд  | 2287 см³ | 106 к.с. (78 кВт) при ? об/хв  | 270 Нм при ? об/хв | Євро-5     |
| 2,3 л Multijet II   | 4 в ряд  | 2287 см³ | 126 к.с. (93 кВт) при ? об/хв  | 320 Нм при ? об/хв | Євро-5     |
| 2,3 л Multijet II   | 4 в ряд  | 2287 см³ | 146 к.с. (107 кВт) при ? об/хв | 350 Нм при ? об/хв | Євро-5     |
| 3,0 л Common Rail   | 4 в ряд  | 2998 см³ | 146 к.с. (107 кВт) при ? об/хв | 350 Нм при ? об/хв | Євро-5     |
| 3,0 л Common Rail   | 4 в ряд  | 2998 см³ | 170 к.с. (125 кВт) при ? об/хв | 400 Нм при ? об/хв | Євро-5     |
| 3,0 л Common Rail   | 4 в ряд  | 2998 см³ | 170 к.с. (150 кВт) при ? об/хв | 470 Нм при ? об/хв | Євро-5     |
| 3,0 л Common Rail   | 4 в ряд  | 2998 см³ | 146 к.с. (107 кВт) при ? об/хв | 370 Нм при ? об/хв | EEV        |
| 3,0 л Common Rail   | 4 в ряд  | 2998 см³ | 170 к.с. (125 кВт) при ? об/хв | 400 Нм при ? об/хв | EEV        |
| 3,0 л Natural Power | 4 в ряд  | 2998 см³ | 136 к.с. (100 кВт) при ? об/хв | 350 Нм при ? об/хв | EEV        |

## Шосте покоління (2014-наш час)

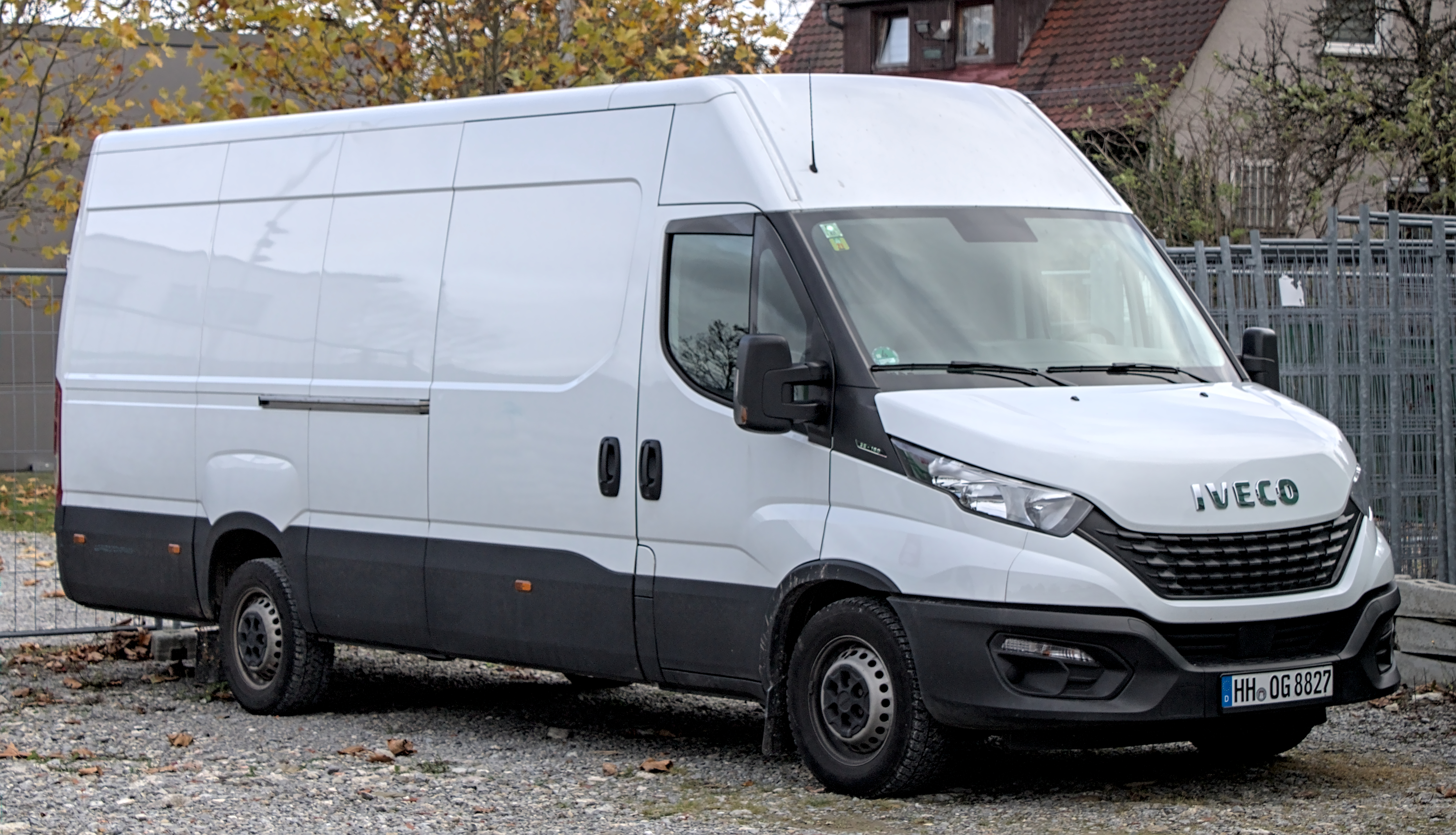
Iveco Daily 6 (2019-2023)

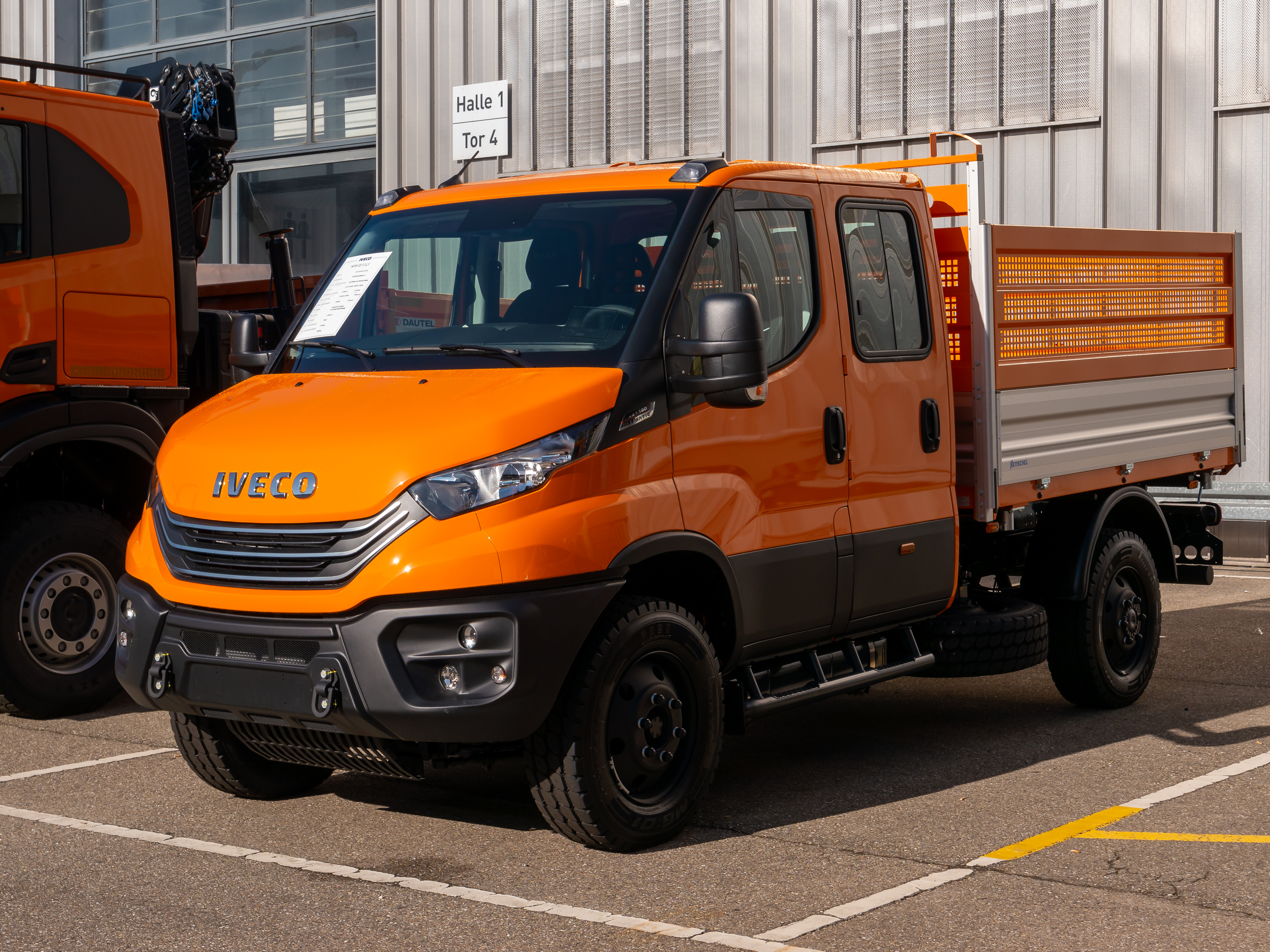
Iveco Daily 6 (з 2023)

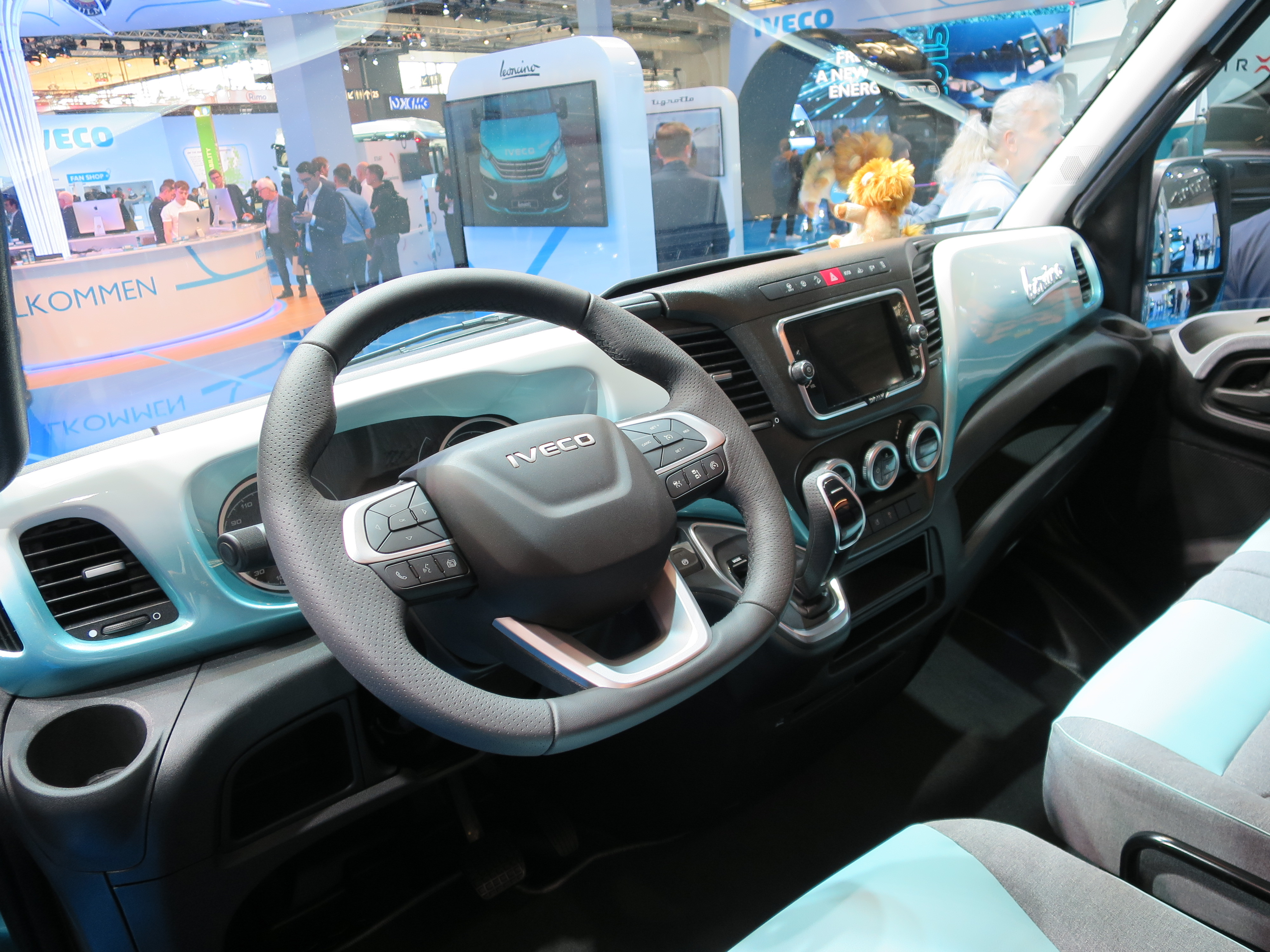

Нове покоління автомобілів Iveco Daily було представлено в Турині. У четвертому кварталі 2014 році нова модель стане доступна в Туреччині, а з початку 2015 - на ринках Азійсько-Тихоокеанського регіону.
Нові моделі Daily виробляються на заводі Iveco в місті Судзара, розташованому поруч з містом Мантуя, Італія, а також на заводі Iveco в місті Вальядолід, Іспанія.

### Двигуни
Євро-5
- 2,3 л F1A 78 кВт (106 к.с.) / 270 Нм
- 2,3 л F1A 93 кВт (126 к.с.) / 320 Нм
- 2,3 л F1A 107 кВт (146 к.с.) / 350 Нм
- 3,0 л F1C 107 кВт (146 к.с.) / 350 Нм
- 3,0 л F1C 126 кВт (170 к.с.) / 400 Нм
- 3,0 л F1C 150 кВт (205 к.с.) / 470 Нм

Євро-6
- 3,0 л F1C 107 кВт (146 к.с.) / 370 Нм
- 3,0 л F1C 126 кВт (170 к.с.) / 400 Нм
- 3,0 л F1C CNG 100 кВт (136 к.с.) / 350 Нм

Електрична версія